# Ушмудин, Семён Иванович
Семён Иванович Ушмудин (1929—2017) — советский передовик производства в автомобильной промышленности. Герой Социалистического Труда (1978).

## Биография
Родился 25 мая 1929 года в селе Подъём-Михайловка, Волжского района Самарской области в крестьянской семье.
С 1942 года в период Великой Отечественной войны начал трудовую деятельность в тринадцать лет работал — помощником тракториста. С 1944 году работал водителем грузовика ГАЗ-АА. В 1945 году окончил Куйбышевскую автомобильную школу.
С 1945 года работал шофером автоколонны № 1171 Средне-Волжского транспортного управления. В 1956 году стал инициатором использования во время уборочной прицепов, для повышения грузоподъемности своего автомобиля.
С. И. Ушмудин первым вышел в рейс на ГАЗ-51 с сначала с одним, затем в двумя прицепами. За каждый рейс его автопоезд доставлял из совхоза «Красный Октябрь» до элеватора до 10600 тонн зерна. Позднее С. И. Ушмудин пересел на «Урал-735», которые стал водить с двумя прицепами марки МАЗ-5243, довел грузоподъемность до 35 тонн. Опыт С. И. Ушмудина по вождению тяжеловесных автопоездов изучался в ВАСХНИЛ и стал применяться по всей стране.
21 ноября 1958 года «за отличие в труде» Указом Президиума Верховного Совета СССР С. И. Ушмудин был награждён Орденом Ленина.
5 октября 1966 года Указом Президиума Верховного Совета СССР «за выдающиеся успехи, достигнутые в выполнении заданий семилетнего плана по перевозкам народнохозяйственных грузов и пассажиров, строительству, ремонту и содержанию автомобильных дорог» Семён Иванович Ушмудин был удостоен звания Героя Социалистического Труда с вручением Ордена Ленина и золотой медали «Серп и Молот».
7 декабря 1973 года «за отличие в труде» Указом Президиума Верховного Совета СССР С. И. Ушмудин был награждён Орденом Трудового Красного Знамени.
Перед выходом на пенсию работал начальником автопарка. Жил в городе Самара.
Умер 5 мая 2017 года.

## Награды
- Медаль «Серп и Молот» (5.10.1966)
- Орден Ленина (21.11.1958, 5.10.1966)
- Орден Трудового Красного Знамени (7.12.1973)
- Медаль «За освоение целинных земель»
- Медали ВДНХ

### Память
- Имя С. И. Ушмудина увековечено на памятнике Героям-автомобилистам в Москве.